# Aligator chiński
Aligator chiński (Alligator sinensis) – gatunek krokodyla z rodziny aligatorowatych (Alligatoridae). 

## Występowanie
Zamieszkuje niewielki obszar nad dolnym biegiem rzeki Jangcy w Chinach, co czyni go jedynym członkiem rodziny żyjącym w Starym Świecie. Zimuje na lądzie w wygrzebanych przez siebie norach w pobliżu wody.

## Charakterystyka

### Morfologia
Jest mniejszy od aligatora amerykańskiego, długość jego ciała z reguły wynosi 1,5-2,2 m.
Grzbiet oliwkowo-brązowy, plamisty. Boki tułowia jasnobrązowe z deseniem ciemnych plam. Młode są czarne z jasnożółtymi paskami, podobnie jak młode aligatora amerykańskiego, które jednak mają więcej pasków. W przeciwieństwie do aligatora amerykańskiego mają kostne płyty powyżej każdej powieki, a koniec pyska jest nieznacznie zadarty i bardziej zwężony. Zęby są lepiej przystosowane do miażdżenia mięczaków. Brzuszne płytki są skostniałe, przez co skóra aligatorów chińskich nie miała znaczenia gospodarczego.

### Dieta
Jest drapieżnikiem. Jego podstawowym pokarmem są wodne bezkręgowce: skorupiaki, małże, ślimaki oraz ryby.

### Rozmnażanie
Samice osiągają dojrzałość w wieku od 4 do 5 lat. Okres godowy zaczyna się wraz ze wzrostem letnich temperatur. Pomiędzy lipcem a sierpniem samica buduje gniazdo z błota i szczątków roślinnych na brzegu rzeki, powyżej poziomu wody. Następnie składa do niego 10–50 jaj. Okres inkubacji trwa ok. 70 dni.
Płeć osobników zależy od temperatury inkubacji, samice wylęgają się przy temperaturze około 28 °C, natomiast samce przy temperaturze 33 °C. Młode po wykluciu mają około 21 cm długości i ważą 30 g. 

### Styl życia
Aligatory tworzą nory na bagnach, których głównym zastosowaniem jest ochrona przed zimnem w czasie zimy. Nory mają głębokość 1m i średnicę około 30 cm. Prowadzą nocny tryb życia. Nie mogą same wytwarzać ciepła, korzystają ze słońca oraz temperatury wody do termoregulacji. 
Komunikują się za pomocą dźwięków oraz przez zachowanie np. uderzając pyskiem w wodę w celu odstraszenia. 
Na wolności żyją średnio 38 lat, zdarza się, że dożywają 50. Natomiast w niewoli osiągają wiek nawet 70 lat.